# Epidendrum lacertinum
Epidendrum lacertinum är en orkidéart som beskrevs av John Lindley. Epidendrum lacertinum ingår i släktet Epidendrum och familjen orkidéer. Inga underarter finns listade i Catalogue of Life.